# Chó sục Nga đen
Chó sục Nga đen (Black Russian Terrier) là những con chó sục cỡ vừa xuất xứ từ Nga thời Liên Xô cũ. Loài chó này mạnh mẽ và khỏe khoắn với một hệ thần kinh tốt. To lớn, khỏe mạnh, vững vàng và cảnh giác. Vào tháng 5 năm 1984 loài này được công nhận. Loài này được nuôi để trông nhà cửa.

## Tổng quan
Vào những năm 1940, Câu lạc bộ Kiểm soát Quân sự Sao Đỏ bắt đầu nhân giống chó cho những người có nhu cầu. Họ đã sử dụng một chương trình được phát triển bởi những chuyên gia nhân giống Soviet và tạo ra một giống mới đặc biệt phù hợp với những nhiệm vụ đặc biệt. Kết quả là tạo một giống chó to lớn, mạnh mẽ, tinh thần cao, luôn sẵn sàng làm việc và chịu đựng những sự biến đổi khí hậu ở Nga. Những nhà nhân giống đã chọn loài Schnauzers lớn, Rottweiler, Airedale, và Chó lội nước Nga (Russian Water Dog) và nhiều loài có liên quan, tất cả xấp xỉ 20 loài để sáng tạo ra loài chó sục Nga đen.
Chỉ những con chó tốt nhất được phối giống. Sớm sau đó họ có một con chó ổn định về tính cách và đặc trưng, nhưng không phân loại. Tại thời gian đó, chỉ đặc trưng và tính cách được quan tâm. Vài năm sau đó, những nhà nhân giống DOSAAF Nga (một tổ chức bán quân sự) mang những con chó từ Câu lạc bộ Sao Đỏ. Họ bắt đầu đưa ra tiêu chuẩn về loài này mà không lờ đi những phẩm chất tốt. Black Russian Terrier được sử dụng cho Hồng Quân còn loài Malinois được dùng cho Quân đội Pháp. Black Russian Terrier có tất cả những khả năng của Chó Berger Đức GSD mà không có sự hung dữ quá mức.

## Đặc điểm
Những con Black Russian Terriers lớn hơn những con chó cỡ vừa. Con đực cao 64–74 cm, con cái cao 64–72 cm. Chênh lệch khoảng 3 cm. Sẽ nhiều hơn nếu con đực phát triển tốt. Nặng tầm 36–65 kg. Con đực lớn hơn và đồ sộ hơn con cái. Chiều dài của thân cân đối với chiều cao – tạo nên một dáng vẻ vuông vắn. Vai nhô vượt lưng và cổ họng xiên chếnh dần xuống phía đuôi. Không nên có yếm cổ trễ đung đưa hoặc to quá mức. Bàn chân như chân gấu rất rộng với những đệm thịt dày, đen, cứng và những chiếc móng lớn cũng màu đen.
Thân thể cân đối, khi nằm xuống tạo thành hình chữ nhật. Lưng thoải dần xuống mông. Chân trước thẳng khỏe. Vai rộng, săn chắc, và rẩt phát triển với khung xương rộng và sâu. Khuỷu chân không được chếch vào trong hoặc ra ngoài. Bốn chân được bao phủ bởi lông thô dài từ 2 đến 4 inches (từ 5–10 cm). Bàn chân rẩt rộng được che phủ hoàn toàn bởi lông và với những đệm thịt lớn màu đen. Thân sau xương khỏe và cơ bắp. Bốn chân thẳng tắp. 
Loài chó Nga hiếm này mạnh mẽ và khỏe khoắn với một hệ thần kinh tốt. To lớn, khỏe mạnh, vững vàng và cảnh giác. Đầu thủ vuông vắn nên được cấu tạo một cách khỏe khoắn với hộp sọ rộng và dài. Râu ria thêm vào độ vuông vắn của chiếc mõm. Mặt hơi gãy nhưng không rõ rệt. Mũi rộng, và đen tuyền. Cặp môi dày, tròn và đen ở rìa môi và cặp hàm rộng và khỏe. Miệng dày thịt và nếu không như vậy, đó sẽ là một lỗi. Hai hàm răng khít như lưỡi kéo cắt.
Cặp mắt đen cỡ vừa và cách xa nhau. Vành mắt nên có màu đen và hình quả hạnh. Đôi tai hình tam giác và lúc lắc. Tai cộc không được chấp nhận. Độ dài của tai nên sát tới bên góc ngoài của mí mắt. Đôi tai có vị trí khá cao. Cổ nên dày, săn chắc và khỏe khoắn. Black Russian Terrier có dáng dấp hài hòa, khỏe khoắn và mạnh mẽ. Nó đi nhẹ trên những bàn chân. Đuôi cộc và cao. Bộ lông chống thấm nước màu đen. Những mảng màu trắng hoặc nâu đều không đáp ứng. Sự xuất hiện của những cá thể có lông xám rất được mong đợi. Bộ lông có thể rậm hoặc hơi thưa. Cấu trúc lông có phần thô tùy thuộc vào độ rậm hoặc thưa.
Tuổi thọ chúng khoảng 10-11 năm. Chúng hay mắc chứng loạn sản xương hông. Chụp X quang con chó là không phổ biến đối với những nhà nhân giống, nên tùy thuộc vào những nhà nhân giống ở bên ngoài nước Nga để giải quyết vấn đề này bằng việc lựa chọn phương thức phù hợp. Nếu tai không được chăm sóc cẩn thận chúng có xu hướng mắc chứng viêm tai. Bộ lông chống thấm nước gồm những sợi lông xoăn, nằm sát, chặt, dài, cứng khoảng 4–10 cm. BRT có bộ ria và lông mày rậm. Phần lông trên cổ và vai trong như bờm. Lông tơ sát và rậm. Cắt tỉa thường xuyên 2-3 lần trong năm, lấy đi những sợi lông dài quá mức từ tai và cắt lông giữa đệm thịt và móng. BRT rụng lông rất ít nếu được chải thường xuyên.

## Tập tính
Black Russian Terriers dũng cảm và rất nhanh mắt. Nghi ngờ người lạ, chúng có một bản năng bảo vệ mạnh mẽ mà xuất hiện vào một năm đến hai năm rưỡi tuổi đời. Những cún con đang phát triển nên được đối xử một cách yêu thương nhưng kiên định, để lái chúng theo đúng hướng. Những cún con nhạy cảm, thích đùa nghịch, dễ thích nghi và học nhanh. Chúng tò mò và tham gia vào mọi chuyện. Thậm chí như một con vật trưởng thành, chúng hăng hái chơi đùa với trẻ nhỏ. Loài này rất thích tiếp xúc với mọi người và vật.
BRT có tính cách mạnh mẽ và vững vàng. Chúng tránh đánh nhau với những con chó khác, mặc dù những con đực không thể sống với những con chó lớn khác có tính thống trị nếu chủ nhân không hoàn toàn có vị trí Anpha đối với chúng. Loài này có thể dễ dàng sống với những con chó không có tính thống trị hoặc những con chó nhỏ, mèo, ngựa, thỏ,...Chúng dễ dàng làm hỏng đồ đạc và chịu dây xích. BRT thích những bài huấn luyện và yêu thích làm hài lòng chủ nhân. 

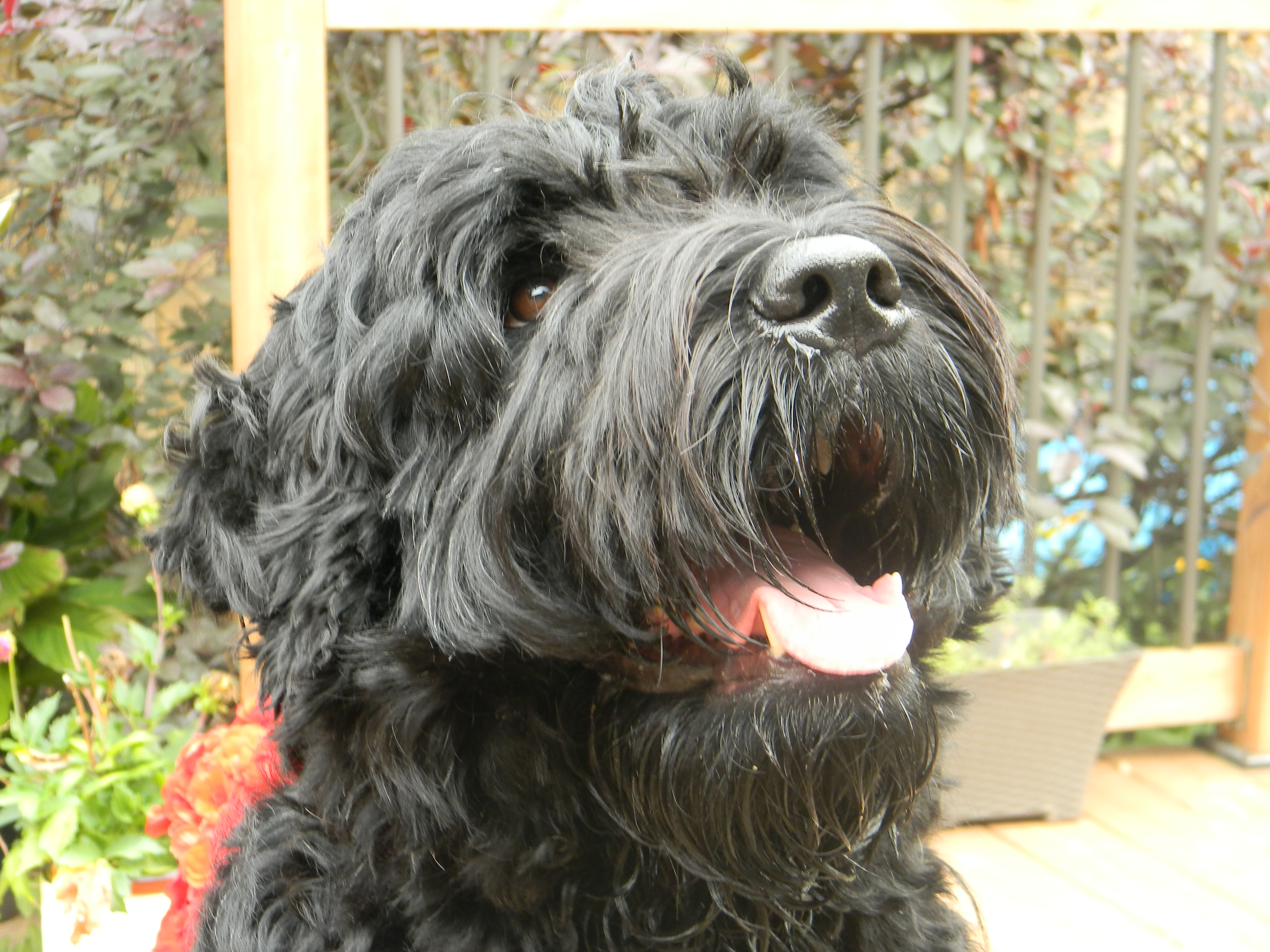
Một con sục nga đen

Loài này chỉ sủa khi chúng cảm thấy cần thiết. Phản ứng nhanh, chúng luôn sẵn sàng để bảo vệ chủ nhân và ngôi nhà của chúng. Black Russian Terriers là những con lâu trưởng thành. Nếu con chó được dẫn dắt một cách vững vàng khi còn non, chỉ nên cho nó ngủ trên giường, ghế dài, bàn khi còn non nếu sẵn lòng cho phép. Cún con trong sau một năm nó sẽ trưởng thành và mạnh mẽ. Dễ dàng sống trong nhà mà không cần chăm sóc nhiều. Chúng không nên sống trong chuồng ngoài trời bởi vì những con chó sẽ nhận được ít quan tâm và khuyến khích.
Vận động thể chất và tinh thần hàng ngày là quan trọng nhằm giải phóng năng lượng cho con chó. Nếu để con vật tích tụ năng lượng bên trong nó sẽ gây ra những vấn đề về hành vi. Con chó không được chạy trước, nên để nó chạy bên cạnh hoặc phía sau nhằm cũng cố cho con vật biết vị trí của nó. Trong tư tưởng của nó, chủ nhân luôn đi đầu. Sự dẫn dắt kiên định và liên hệ gần gũi với gia đình sẽ đêm lại những kết quả tốt nhất. Nếu loài chó này bị nhốt cách ly, xa rời gia đình mà không được dẫn dắt, nó sẽ học cách bảo vệ một cách phù hợp và có thể một ngày nó sẽ canh gác cũi và chống lại ý muốn chủ nhân.
Black Russian Terriers sẽ thoải mái với cuộc sống căn hộ nếu được vận động đầy đủ. Chúng khá thụ động trong nhà và không cần sân quá rộng. Chúng sẽ ngồi ở trước cửa để đợi cho vào. Chúng thích gần chủ nhân. Chúng theo chủ từ phòng này sang phòng khác. Giữ trong vườn, chúng sẽ theo từ đường cửa sổ và đợi bạn trong phòng. Chúng cần được gần gũi với con người. Loài này không sống tốt trong cũi, chúng phải gần con người thì mới cảm thấy hạnh phúc. Luôn sẵn sàng đi dạo dài hàng ngày. Chúng yêu thích chạy nhảy và được giải trí. Hầu hết những con chó này thích tuyết và nước. Chúng thích chạy lăn lộn trong tuyết và bơi lội trong nước.